# ケーシー・ストーナー
ケーシー・ジョエル・ストーナー（Casey Joel Stoner、1985年10月16日 - ）は、オーストラリア・クイーンズランド州出身 のオートバイレーサー。2007年、2011年のロードレース世界選手権MotoGPクラスチャンピオン。2012年シーズンをもってオートバイレーサーとしては引退している。

## 経歴

### 初期の活動
初めてのレースは彼が4歳の時に参加したゴールドコーストでのダートトラックレースだった。6歳で最初のオーストラリアタイトルを獲得し、14歳の時、家族は息子にオーストラリア以外でのレースキャリアを積ませるためにヨーロッパへ移住する。
2000年、ストーナーはイギリスとスペインのロードレース選手権に参戦を開始する。
2001年、両選手権でそれぞれ年間ランキング2位を獲得する。スペイン選手権はダニ・ペドロサの師匠に当たるアルベルト・プーチの下で戦っていたが、この時プーチから車番「27」を与えられ、現在も使用し続けている（ちなみにペドロサは「26」、トニ・エリアスは「24」）。また、この年はロードレース世界選手権にスポット参戦し、イギリスGPで17位、オーストラリアGPでは12位でフィニッシュして初ポイントを獲得した。

### 世界GP参戦
2002年、グランプリライダー兼チームオーナーのルーチョ・チェッキネロ率いるチーム・LCRから、ロードレース世界選手権250ccクラスに参戦する。ミック･ドゥーハンをアドバイザーに迎える。
2003年は同チームから125ccクラスにエントリーする。第10戦ドイツGPではグランプリ初の表彰台（2位）を獲得。そして最終戦バレンシアGPにて初優勝を遂げた。合計4回の表彰台で年間ランキング8位。このレースを9位で終えたチェッキネロは、このグランプリを最後にライダーを引退、チームオーナー業に専念する意志を固めた。
2004年、ストーナーはKTMのファクトリーチームに移籍する。第12戦マレーシアGPで優勝し、参戦2年目のオーストリアファクトリーに125ccクラス初勝利をもたらした。
2005年は250ccクラスに戻り、再びLCRからアプリリアのファクトリーマシンで参戦する。チャンピオンシップをリードしていたペドロサへの最大の脅威となって終盤までタイトルを争うが、第15戦地元オーストラリアGPで転倒し途中棄権。この時点でペドロサのタイトルが確定し、ストーナーは年間5勝・ランキング2位となった。

### MotoGP王座獲得
2006年はLCR・ホンダよりRC211Vを駆りMotoGPクラスにデビュー。第3戦トルコGPで最高峰クラス初の表彰台（2位）を獲得。しかし、シーズン中盤以降は転倒の多さが目立ち、ノーポイントレース7戦が響いて最終的なランキングは8位に終わった。
2007年はドゥカティワークス・チームに移籍し、同チームのエース、ロリス・カピロッシのチームメイトとしてMotoGPクラスに継続参戦。移籍後初レースとなった開幕戦カタールGPでは、7度の世界チャンピオン・バレンティーノ・ロッシを下して初優勝を達成、ポイントリーダーとしてシーズンをスタートした。これをきっかけに怒涛の勢いで優勝を重ね、ツインリンクもてぎで開催された第15戦日本GPで6位に入り、遂に年間王者を獲得。2007年はシーズン10勝を挙げ、最低成績が日本GPの6位（棄権ゼロ）と抜群の安定感で文句なしのタイトル獲得となった（ランキング2位のペドロサとの差は125点）。
2008年は開幕戦カタールGPこそ優勝でスタートするが、第2戦スペインGPで11位に沈みあっさりとロッシに逆転を許す。しかしポールポジションは何度も獲得し、その後イギリス→オランダ→ドイツと3連勝でタイトル争いに絡もうとしていた。しかし第11戦アメリカGPではロッシとデッドヒートを演じた歴史的バトルの末コースアウトしてしまい２位でフィニッシュ。さらにはその後古傷の左手首を骨折した上に2戦連続で転倒し、ラグナセカの時点で25ポイントついていた差が最大87ポイントまでついてしまい万事休す。結局は第15戦日本GPにてロッシにシリーズチャンピオンを決められてしまった。ただし予選獲得順位で決まる『BMW Mアワード』については2位ロッシに74ポイントの差を付ける記録で取得している。

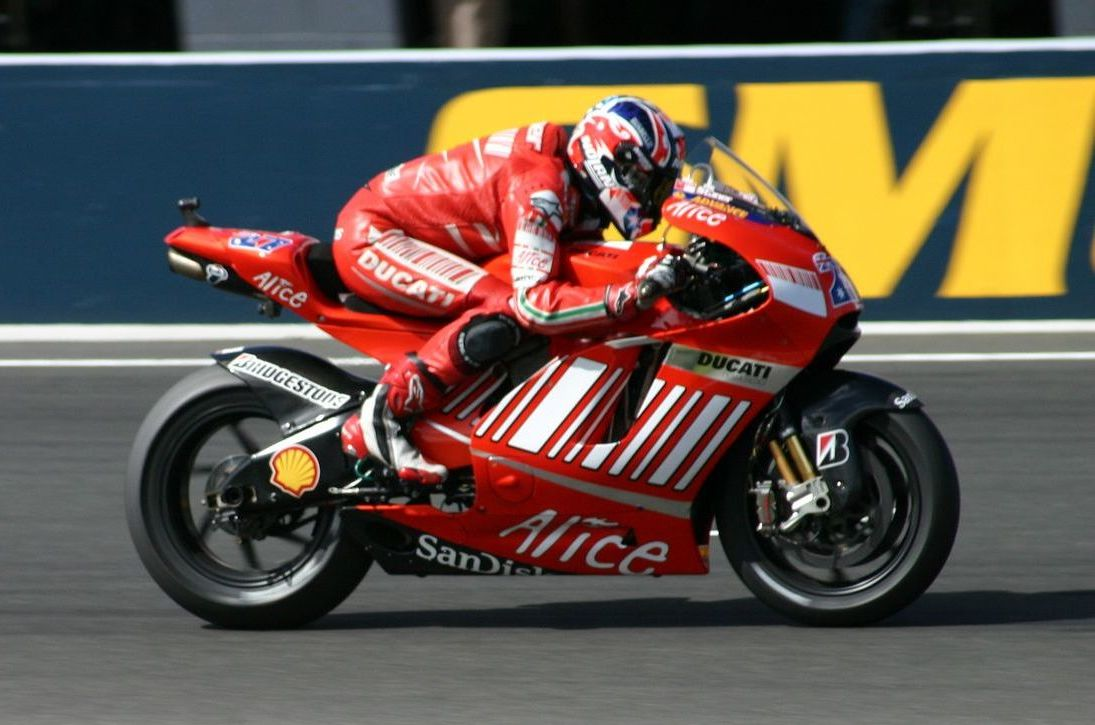
ドゥカティ・デスモセディチGP7を駆るストーナー

シーズンオフに左手首の手術に挑んで無事に成功し、ホンダから移籍したニッキー・ヘイデンをチームメートに迎えて挑んだ2009年シーズンは、開幕戦カタールGPを3年連続で制する好スタートで、シーズン序盤まではロッシやホルヘ・ロレンソと首位争いを繰り広げていた。だが、中盤に原因不明の体調不良で調子を大きく崩してしまい、第10戦を14位で終了した直後には第11 - 13戦の3戦を欠場して静養するという決断を行い、チャンピオン争いから退いた（のちに乳糖不耐症が原因と判明する）。第14戦からレースに戻ると4戦して2勝と2位1回とファンに復活した姿を見せ、年間ランキング4位という成績を残した。
2010年シーズンの開幕戦カタールGPでは、トップを独走しながらも自らのミスで転倒クラッシュを喫してしまう。第3戦フランスGPでも転倒リタイヤ、前半戦を未勝利のまま終えることとなりチャンピオン争いから脱落した。その後第13戦アラゴンGPを皮切りに3勝を挙げたが、5度のリタイヤが響いて、年間ランキングではこの年3戦負傷欠場したダニ・ペドロサ、4戦負傷欠場のバレンティーノ・ロッシにも競り負けて4位に終わった。

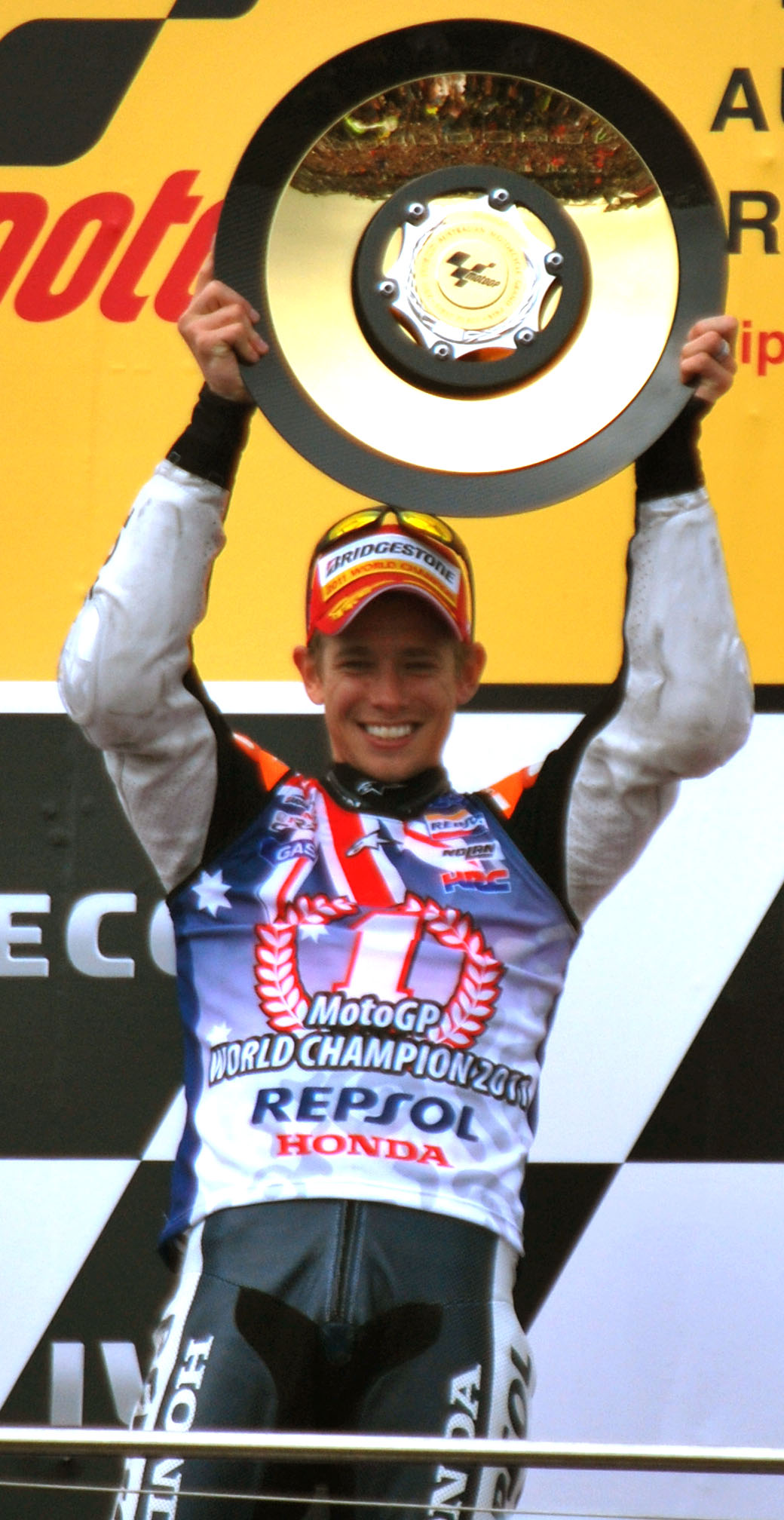
2度目のチャンピオン決定（2011年）

4年間在籍したドゥカティチームを去り、2011年からはレプソル・ホンダチームに移籍しクラス6年目のシーズンを迎えた。RC212Vをシーズン前テストから乗りこなしたストーナーはドゥカティ時代から一転して安定したライディングを見せ、全18戦 中10勝、決勝リタイアとなったのはロッシの転倒に巻き込まれた第2戦のみで、後は全てのレースで表彰台を獲得した。自身にとっては4年ぶり、ホンダとしては2006年以来となるシリーズチャンピオンを故郷オーストラリアGPで獲得した。

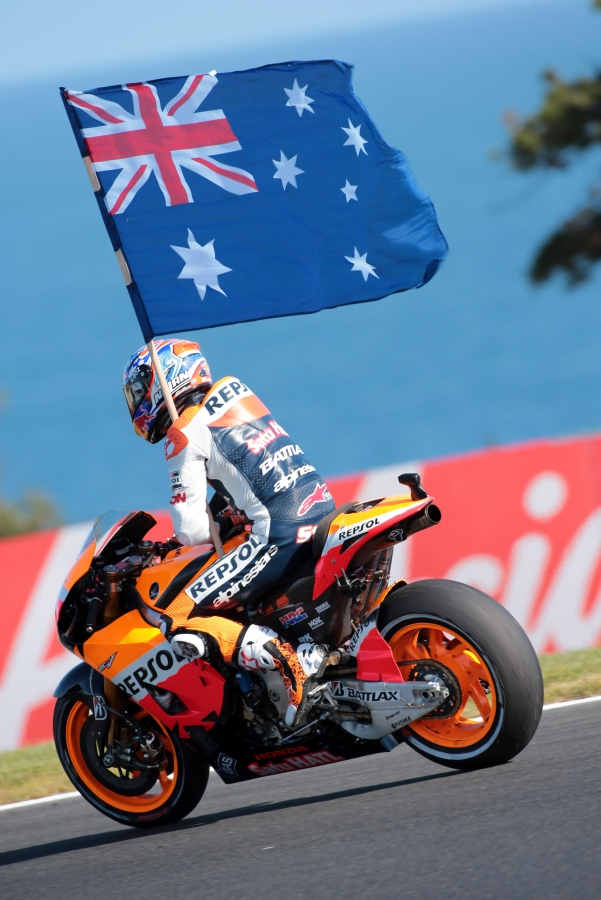
最後のウィニングラン（2012年オーストラリアGP）

最大排気量が1000ccに変更された2012年、開幕3戦で2勝し、ポイントリーダーとして臨んだ第4戦フランスグランプリのレース前記者会見で、突然同年限りでの現役引退を発表し、周囲を驚かせた。最後の王座獲得が期待されたが、第11戦インディアナポリスGPの転倒で右足を負傷し、3戦を欠場して年間ランキング3位でラストシーズンを終えた。それでも、地元のオーストラリアGPでは2007年から続く連勝を6に伸ばし、依然トップレベルにある速さをみせつけた。
27歳という年齢で引退を決断した理由については、「このスポーツへの情熱を失ってしまった」と引退会見で語っており、2009年の病気欠場の際無理解な批判を受けたことや、CRT（量販エンジン車両）ルール導入などの運営への不信感を挙げた。ストーナーの後任にはMoto2王者のマルク・マルケスが抜擢され、翌2013年には早速ルーキーチャンピオンに輝くが、レプソル・ホンダでは2013年にストーナーとマルケスを組ませるプランも考えていたいう。もしそれが実現していたら、マルケスを倒すことができたかという質問に対しては、ロレンソやロッシのようなライバルに勝利してきた経験から「マルケスとタイトルを争うことができたはずだ」とストーナーは答えている。

### 引退後
二輪からの引退後は四輪レーシングドライバーへ転向。2013年は地元・オーストラリアでV8スーパーカーの下位カテゴリーであるダンロップ・シリーズに出場することになった。将来的にはV8スーパーカーへのステップアップも予定している。現役引退したもののMotoGPへワイルドカードでの復帰の噂が絶えない中、2013年7月にホンダとテストライダー契約を結んだ。2013年は日本国内での4回のテストに参加した。

2015年、かねてから出場を希望していた鈴鹿8時間耐久ロードレースに、限定復帰する形で MuSASHi RT ハルクプロのホンダ・CBR1000RRで参戦 した。決勝で第2走者としてトップを走行中、ヘアピンへの進入の際にグラベルへとコースアウトし、クラッシュ。マシンが大破し、その場でリタイアとなった。そして、自身もグラベル上に回転しながら叩き付けられ、クラッシュバリアまで飛ばされてしまう。後に自身のTwitter上にて、転倒の際に右の肩甲骨と左足の脛骨を骨折した事を明かした。ホンダの解析によりこの転倒はライディングミスではなく、マシンのスロットルに不具合が生じた事が転倒の起因であったと発表されている。
2016年はドゥカティに復帰し、MotoGPマシンのテストライダー及び同社のブランドアンバサダーに就任。同年3月には、テスト中の怪我で欠場するダニロ・ペトルッチの代役としてMotoGPへの復帰が取り沙汰されたが、チーム側が「フィジカル面に問題がある」と判断し復帰話は流れた。契約期間は3年で2018年まで同職を務めたが、ストーナーは「自分のフィードバックやデータが活かされていない」と感じており、契約を延長せず2018年をもって終了した。

## 記録
2006年4月8日、第2戦カタールGPにてMotoGPクラス参戦2戦目、20歳173日で最高峰クラスにおける自身初のポールポジションを獲得する。最高峰クラスにおけるデビュー2戦目でのポールポジション獲得は、最高峰クラスのデビュー戦でポールポジションを獲得した岡田忠之(1996年)、マックス・ビアッジ(1998年)、ホルヘ・ロレンソ(2008年)に次ぐ最短記録。また20歳173日での最高峰クラスのポールポジション獲得は、1982年のフレディ・スペンサーの19歳196日に次ぐ、史上2番目に若い記録である。
2007年9月23日、日本グランプリで6位を獲得したことで同年のシリーズチャンピオンに決定する。最高峰クラスでの21歳11ヶ月でのタイトル獲得は、1983年のフレディ・スペンサー（21歳8ヶ月）に次ぐ、史上2位の若さでの戴冠となった。

## 人物
趣味は釣りやハンティング、ゴルフ、サーフィン。祖国・オーストラリアに帰った際はそれらの趣味に時間を費やすのが常だという。ラジコンカーも愛好家で、日本を訪れた際には関連部品を秋葉原の専門店まで出向き入手する様子を自身のSNSで投稿したこともある。
自分の子供には「少なくとも釣りとバイクは絶対に教える」と語っている。引退レースとなった2012年のバレンシアGPでは、チェッカーを受ける際チームクルーに「GOING FISHING」のサインボードで迎えられた。

## 家族

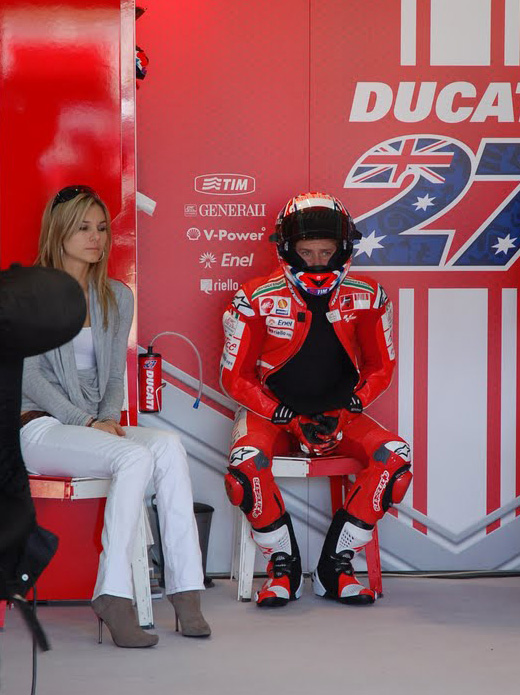
ストーナーとアドリアーナ夫人

2003年、フィリップアイランドで行なわれたオーストラリアGPで、ストーナーはアデレードから来たアドリアーナ(Adriana Tuchyna)という少女にお腹にサインをするよう頼まれた。二人は2005年、アドリアーナが16歳の時から交際を始め、2007年1月6日にはアデレードで結婚式を挙げた。
アドリアーナ夫人(Adriana Tuchyna Stoner)は、ほぼ全てのグランプリに帯同している。スタート前はグリッドで夫に傘を差し掛け、ストーナーがレースで3位以内に入るとパルクフェルメのフェンスの外で待ち受け、ストーナーのグローブ・ヘルメットを受け取るのが常となっている。その姿はTV中継等で映し出されている。
2012年2月17日午後9時55分に、アドリアーナ夫人は第1子となる女児アレッサンドラ(Alessandra Maria Stoner)をスイスのローザンヌにある病院にて出産した。

## ロードレース世界選手権 戦績
- 凡例
- ボールド体のレースはポールポジション、イタリック体のレースはファステストラップを記録。

| シーズン | クラス | バイク     | 1       | 2       | 3       | 4       | 5      | 6       | 7       | 8       | 9       | 10      | 11      | 12      | 13      | 14      | 15      | 16      | 17      | 18    | 順位 | ポイント |
| -------- | ------ | ---------- | ------- | ------- | ------- | ------- | ------ | ------- | ------- | ------- | ------- | ------- | ------- | ------- | ------- | ------- | ------- | ------- | ------- | ----- | ---- | -------- |
| 2001年   | 125cc  | ホンダ     | JPN     | RSA     | SPA     | FRA     | ITA    | CAT     | NED     | GBR 17  | GER     | CZE     | POR     | VAL     | PAC     | AUS 12  | MAL     | BRA     |         |       | 29位 | 4        |
| 2002年   | 250cc  | アプリリア | JPN Ret | RSA Ret | SPA 6   | FRA Ret | ITA    | CAT 6   | NED 8   | GBR 11  | GER Ret | CZE 5   | POR Ret | BRA 6   | PAC 17  | MAL 11  | AUS 10  | VAL 13  |         |       | 12位 | 68       |
| 2003年   | 125cc  | アプリリア | JPN Ret | RSA 10  | SPA 6   | FRA 4   | ITA 18 | CAT Ret | NED Ret | GBR 5   | GER 2   | CZE     | POR     | BRA 2   | PAC 2   | MAL Ret | AUS Ret | VAL 1   |         |       | 8位  | 125      |
| 2004年   | 125cc  | KTM        | RSA 3   | SPA 5   | FRA 8   | ITA 2   | CAT 4  | NED 3   | BRA 2   | GER     | GBR     | CZE Ret | POR Ret | JPN Ret | QAT Ret | MAL 1   | AUS 3   | VAL Ret |         |       | 5位  | 145      |
| 2005年   | 250cc  | アプリリア | SPA Ret | POR 1   | CHN 1   | FRA 4   | ITA 4  | CAT 2   | NED 6   | ---     | GBR 3   | GER 7   | CZE 3   | JPN 3   | MAL 1   | QAT 1   | AUS Ret | TUR 1   | VAL 3   |       | 2位  | 254      |
| 2006年   | MotoGP | ホンダ     | SPA 6   | QAT 5   | TUR 2   | CHN 5   | FRA 4  | ITA Ret | CAT Ret | NED 4   | GBR 4   | GER DNS | USA Ret | CZE 6   | MAL 8   | AUS 6   | JPN Ret | POR Ret | VAL Ret |       | 8位  | 119      |
| 2007年   | MotoGP | ドゥカティ | QAT 1   | SPA 5   | TUR 1   | CHN 1   | FRA 3  | ITA 4   | CAT 1   | GBR 1   | NED 2   | GER 5   | USA 1   | CZE 1   | SMR 1   | POR 3   | JPN 6   | AUS 1   | MAL 1   | VAL 2 | 1位  | 367      |
| 2008年   | MotoGP | ドゥカティ | QAT 1   | SPA 11  | POR 6   | CHN 3   | FRA 16 | ITA 2   | CAT 3   | GBR 1   | NED 1   | GER 1   | USA 2   | CZE Ret | SMR Ret | IND 4   | JPN 2   | AUS 1   | MAL 6   | VAL 1 | 2位  | 280      |
| 2009年   | MotoGP | ドゥカティ | QAT 1   | JPN 4   | SPA 3   | FRA 5   | ITA 1  | CAT 3   | NED 3   | USA 4   | GER 4   | GBR 14  | CZE     | IND     | SMR     | POR 2   | AUS 1   | MAL 1   | VAL DNS |       | 4位  | 220      |
| 2010年   | MotoGP | ドゥカティ | QAT Ret | SPA 5   | FRA Ret | ITA 4   | GBR 5  | NED 3   | CAT 3   | GER 3   | USA 2   | CZE 3   | IND Ret | SMR 5   | ARA 1   | JPN 1   | MAL Ret | AUS 1   | POR Ret | VAL 2 | 4位  | 225      |
| 2011年   | MotoGP | ホンダ     | QAT 1   | SPA Ret | POR 3   | FRA 1   | CAT 1  | GBR 1   | NED 2   | ITA 3   | GER 3   | USA 1   | CZE 1   | IND 1   | RSM 3   | ARA 1   | JPN 3   | AUS 1   | MAL C   | VAL 1 | 1位  | 350      |
| 2012年   | MotoGP | ホンダ     | QAT 3   | SPA 1   | POR 1   | FRA 3   | CAT 4  | GBR 2   | NED 1   | GER Ret | ITA 8   | USA 1   | IND 4   | CZE     | RSM     | ARA     | JPN 5   | MAL 3   | AUS 1   | VAL 3 | 3位  | 254      |